# Eduard Oscar Schmidt

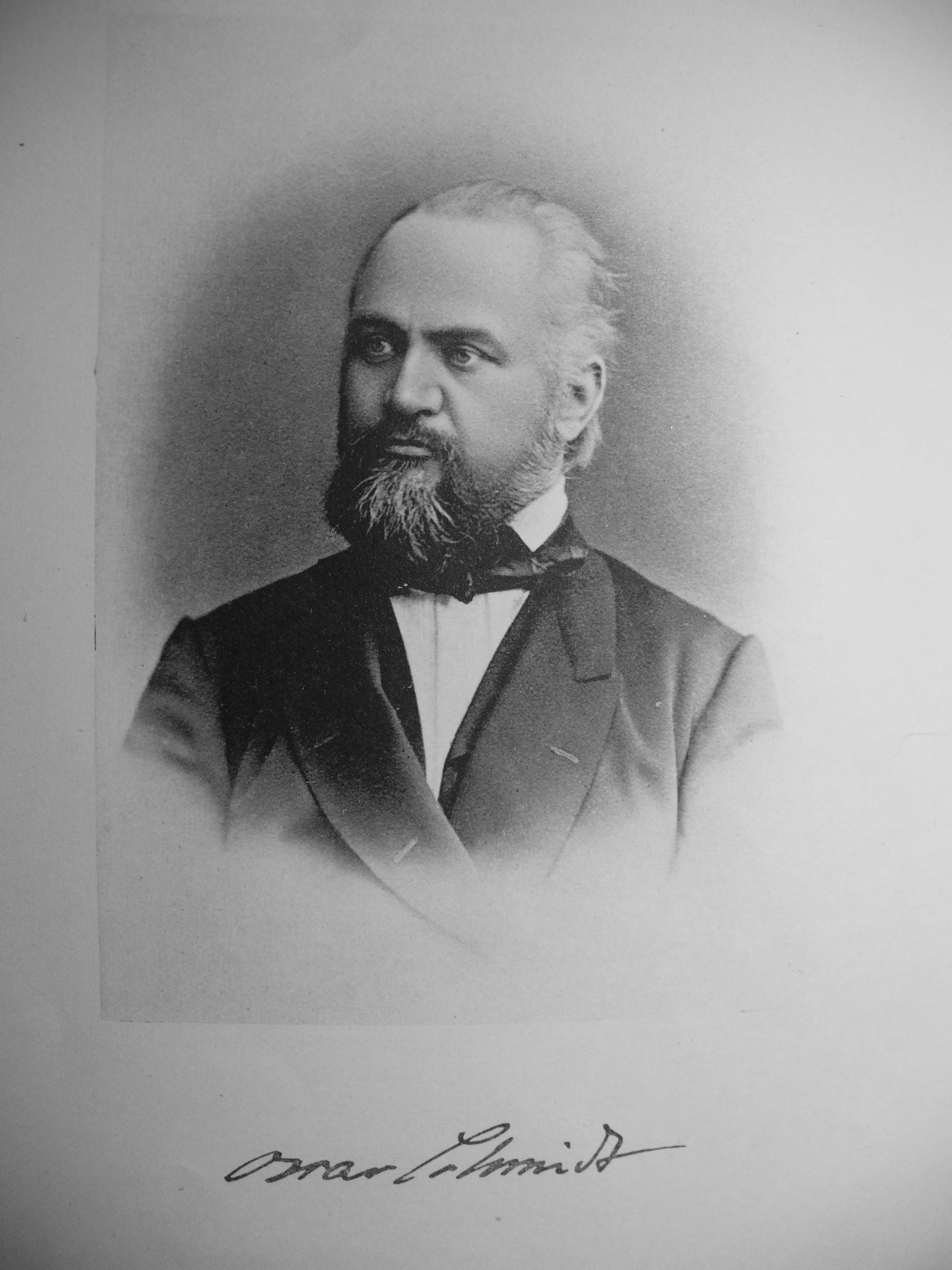
Eduard Oscar Schmidt.

Eduard Oscar Schmidt, född den 21 februari 1823 i Torgau, död den 17 januari 1886 i Strassburg, var en tysk zoolog, far till Erich Schmidt.
Schmidt blev professor i zoologi 1849 i Jena, 1855 i Krakow, 1857 i Graz och 1872 i Strassburg. Han utgav en mängd skrifter. Bland dem förtjänar särskilt hans undersökningar av svampdjur att framhållas, som i många avseenden grundläggande, liksom hans populärvetenskapliga skrifter om evolutionsteori.